# Línea C-3 (Cercanías Sevilla)
La línea C-3 de Cercanías Sevilla es una línea ferroviaria operada por la división Renfe Cercanías de Renfe Operadora y que pertenece a Adif. Forma parte del núcleo de dicha provincia junto con otras cuatro líneas.
Usa las vías de la línea Mérida-Sevilla, coincidiendo con la C-1 entre Sevilla y Los Rosales. Comparten vía con trenes de Media Distancia Renfe con destino Mérida. La línea carece de electrificación a partir de Los Rosales, por lo que circulan por ella trenes de la serie 598.
La frecuencia de la línea es la más baja de la red de Cercanías ya que solo circulan al día cuatro trenes en cada sentido.